# حاتم بن إسماعيل
حاتم بن إسماعيل أبو إسماعيل الكوفي ثم المدني محدث من تابعي التابعين، مولى بني عبد المدان .من الأئمة الثقات، توفي في 9 جمادى الأولى 187 هـ. 

## روايته للحديث النبوي
- حدث عن: الإمام جعفر الصادق، وهشام بن عروة، ويزيد بن أبي عبيد، وخثيم بن عراك، والجعيد بن عبد الرحمن، ومعاوية بن أبي مزرد، وعمران القصير.
- وعنه: القعنبي، وقتيبة، وإسحاق، وهناد، وأبو بكر بن أبي شيبة، وأبو كريب، وعدد كثير.

## مكانته عند علماء الحديث
- قال أبو القاسم بن بشكوال: ثقة، سكن المدينة.
- وقال أبو بكر البيهقي: حجة.
- وقال أحمد بن حنبل: أحب إلي من الدراوردي، وزعموا أن فيه غفلة إلا أن كتابه صحيح.
- وقال أحمد بن شعيب النسائي: ليس به بأس، وقال مرة: ليس بالقوي.
- وقال أحمد بن صالح الجيلي: ثقة.
- وقال ابن حجر العسقلاني: صحيح الكتاب صدوق يهم، مرة: احتج به الجماعة ولم يكثر له البخاري ولا أخرج له من روايته عن جعفر شيئا بل أخرج ما توبع عليه من روايته عن غير جعفر.
- وقال الدارقطني: ثقة وزياداته مقبولة.
- وقال الذهبي: ثقة.
- وقال علي بن المديني: كان عندنا ثقة، ومرة: تكلم في أحاديثه عن جعفر وقال الصادق.
- وقال محمد بن سعد كاتب الواقدي: ثقة مأمون كثير الحديث.
- وقال مصنفوا تحرير تقريب التهذيب: ثقة.
- وقال يحيى بن معين: ثقة.[3]